# Wolfgang Christoph Agricola
Wolfgang Christoph Agricola (* um 1600; † um 1659) war ein deutscher Komponist des Barock.
Das Wirken von Wolfgang Christoph Agricola ist im Zeitraum von 1637 bis 1651 bezeugt. Ab 1637 ist er als Magister in Neustadt an der Saale nachgewiesen. Agricola schrieb Messen und Motetten.

## Werke von Wolfgang Christoph Agricola
Ab 1647 gab Agricola folgende Werke in Würzburg heraus:
- Fasciculus musicalis (1647, acht Messen)
- Fasciculus variarum cantionum (1648, zwei acht-stimmige Motetten)
- Geistliches deutsches Liederbuch (Nur in einer Ausgabe von 1700 bekannt.)